# Rastko Petrović
Rastko Petrović (ur. 3 maja 1898 w Belgradzie, zm. 15 sierpnia 1949 w Waszyngtonie) – serbski poeta i pisarz, brat Nadeždy Petrović.

## Życiorys
Był najmłodszym z dziewięciorga dzieci urzędnika i historyka Mity Petrovicia i jego żony Milevy. Był nauczycielem rysunku w szkole w Čačaku. W czasie I wojny światowej służył w armii serbskiej i wraz z nią przeszedł przez Albanię na Korfu. Ukończył studia prawnicze w Paryżu, jako stypendysta rządu francuskiego. W czasie studiów poznał środowisko francuskiej awangardy, W 1920 ukończył studia i przyjechał do Belgradu, gdzie wydał swoją pierwszą książkę Burleska gospodina Peruna, boga groma. W tym czasie opublikował szereg artykułów w czasopismach Radikal, Vreme, Savremenik i Kritika. Twórczość Petrovicia budziła szereg kontrowersji, była uznawana za obrazoburczą. Wydany w 1922 utwór Spomenik został uznany za świętokradczy, co groziło ekskomuniką Serbskiego Kościoła Prawosławnego. W 1923 podjął pracę w ministerstwie spraw zagranicznych Królestwa SHS, gdzie zajmował się początkowo obsługą cudzoziemców i propagowaniem kultury jugosłowiańskiej. W 1926 objął stanowisko pisarza ambasady jugosłowiańskiej w Watykanie. Następnie pracował w ambasadzie w Rzymie, a od 1935 w konsulacie w Chicago w randze wicekonsula. Od lipca 1936 pracował w ambasadzie jugosłowiańskiej w Waszyngtonie w randze chargé d'affaires. W 1945, po przejęciu władzy przez komunistów nowym ambasadorem Jugosławii został Stanoje Simić, a Petrović stracił posadę. Po zakończeniu wojny pozostał w Stanach Zjednoczonych, gdzie żył ze skromnych oszczędności próbując publikować swoje teksty w amerykańskich periodykach. Zmarł w 1949 na chorobę serca. W 1986 jego szczątki powróciły do kraju, spoczął w Belgradzie.

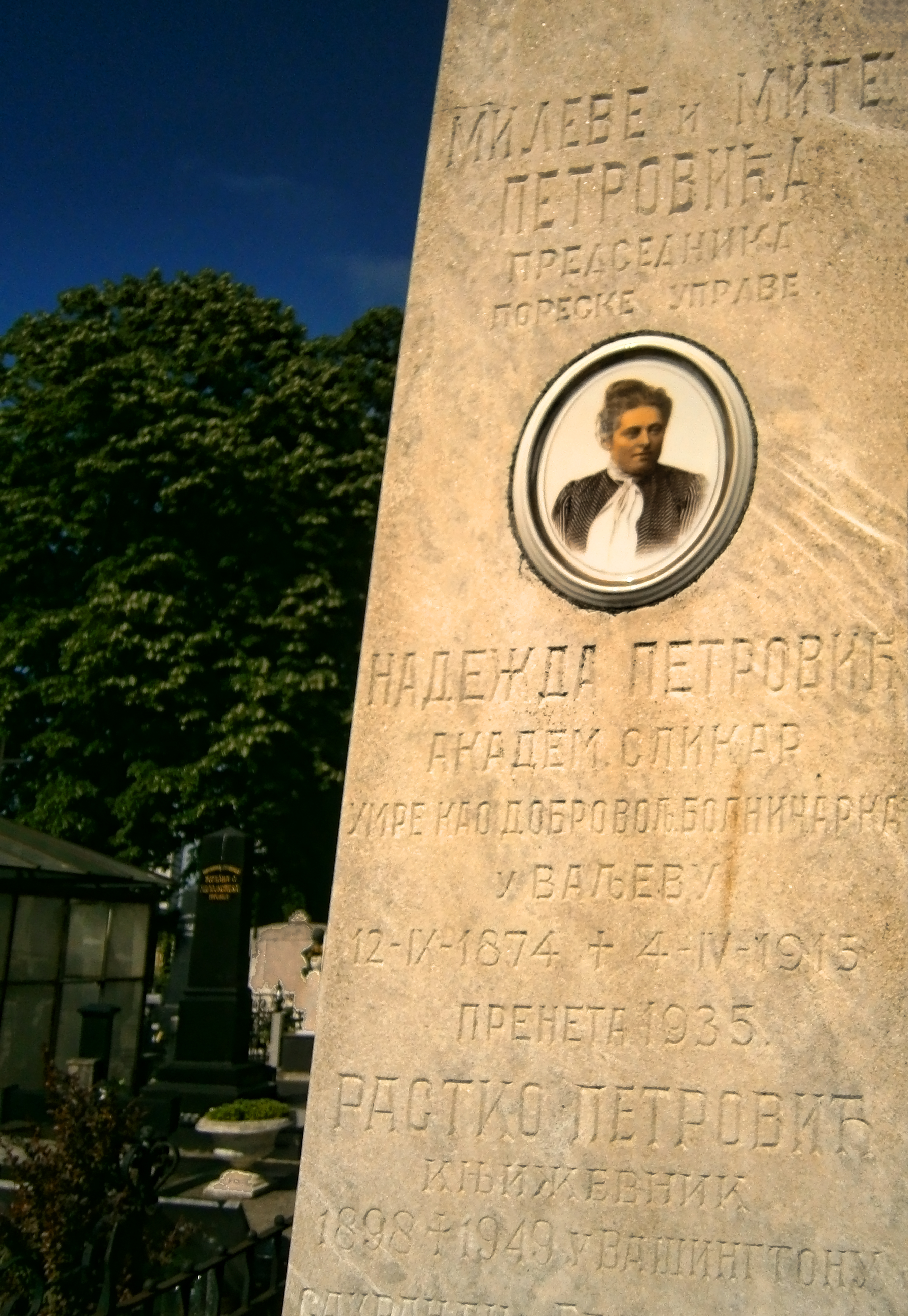
Grób Nadeždy i Rastka Petroviciów (Novo groblje w Belgradzie}

## Podróże
Służba dyplomatyczna stała się dla Petrovicia okazją do licznych podróży, organizowanych z pomocą jego przyjaciół. Od 1928 podróżował po Włoszech, Hiszpanii i Francji. W tym samym roku wsiadł w Marsylii na statek płynący do Afryki. Przebywał początkowo w zachodniej części kontynentu, a następnie przez Sierra Leone, Mali i Sudan dotarł do Nigru. Podróż, w czasie której pokonał ponad 4000 km zaowocowała dziennikiem podróży wydanym w roku 1930. Od 1936 podróżował po Ameryce Północnej, zwiedzając Meksyk i Kubę.

## Twórczość
Twórczość Petrovicia obejmuje wiersze, powieści, recenzje i reportaże. Ostatnią z powieści, którą napisał - Dan šesti poświęcił wydarzeniom z okresu I wojny światowej. Książka została ukończona w 1935, ale nie wydano jej w Belgradzie z uwagi na zbyt defetystyczny obraz odwrotu armii serbskiej przez Albanię. Ukazała się pośmiertnie, w roku 1961. Opisy podróży Petrovicia po Hiszpanii, Turcji, Libii i we Włoszech ukazywały się za jego życia w czasopismach, po jego śmierci wydawnictwo Portalibris wydało je w jednym tomie - Travelogues. W 2018 w czasopiśmie Tygiel Kultury ukazało się tłumaczenie poezji Petrovicia na język polski, w przekładzie Eweliny Chacii (Jedyny sen).
- 1921: Burleska gospodina Peruna, boga groma (Burleska pana Peruna, boga piorunów)
- 1922: Otkrovenje
- 1930: Afrika
- 1931: Ljudi Govore (Ludzie mówią)
- 1961: Dan šesti (Dzień szósty)